# Ablautus coquilletti
Ablautus coquilletti là một loài ruồi trong họ Asilidae. Ablautus coquilletti được Wilcox miêu tả năm 1935. Loài này phân bố ở vùng Tân Bắc giới.